# کومراخالی
کومراخالی (به لاتین: Kumrakhali) یک منطقهٔ مسکونی در بنگلادش است که در ناحیه برگونه واقع شده‌است.